# 広瀬氏
広瀬氏、廣瀬氏（ひろせし）は、日本の氏族である。日本全国に分布しており、主なものとして下記の流れがある。

## 清和源氏武田氏族

### 影房流（彦根藩士）
甲斐武田家が長篠の戦いで滅びたのち、廣瀬景房は徳川家康に取り立てられ、井伊直政付きとなった。江戸時代は、彦根藩士となった。

### 正直流（日田商家）
先祖は、甲斐国武田氏重臣の板垣氏または山県氏家臣、広瀬郷左衛門尉景房の弟広瀬将監正直とされる。初代広瀬五左衛門貞昌は、1673年（延宝元年）に博多から天領であった豊後国日田（現在の大分県日田市）に移り、掛屋「堺屋」を開業。後に屋号を「博多屋」とした。
咸宜園を開いた淡窓をはじめ、その子孫に、儒学者、俳人が多く出た。月化・桃秋（三郎右衛門の号）・淡窓・秋子・南陔（久兵衛の号）・旭荘・青邨・林外は、広瀬八賢と称される。また、淡窓のあとを継いだ旭荘・青邨・林外は、三広と呼ばれる。
近現代においては、元郵政相の広瀬正雄や富士紡績社長となった広瀬貞雄、大分県知事の広瀬勝貞など政界、経済界に名を残す。

### 家系
```
 広瀬貞昌
　　┃
　源兵衛
　　┃
　久兵衛
　　┣━━┓
 　月化　
三郎右衛門

　　　　　┣━━┳━━┳━━┓
 　　　　
淡窓
　秋子 
久兵衛
 
旭荘

　　　　　┃　　　　　┃　　┃
 　　　　
青邨
　　　 源兵衛 
林外

 　　　（養子）　　　 ┃
　　　　　┃　　　　七三郎
　　　　 
貞文
　　　　 ┃
　　　　　　　　　　 貞治
　　　　　　　　　　　┃
　　　　　　　　　　 
正雄

　　　　　　　　　　　┣━━┳━━┳━━┓
　　　　　　　　　　 
貞雄
　
道貞
　
勝貞
　
興貞
```

### 著名な人物
- 広瀬月化 - 第4代当主。俳人。
- 広瀬三郎右衛門（桃秋） - 第5代当主。俳人。月化の弟。
- 広瀬淡窓 - 儒学者。咸宜園を開いた。三郎右衛門の長男。
- 広瀬久兵衛（南陔） - 第6代当主。淡窓の弟（三郎右衛門の三男）。経世家。
- 広瀬旭荘 - 儒学者。淡窓のあと、咸宜園を継ぐ。久兵衛、淡窓らの末弟（三郎右衛門の八男）。
- 広瀬青邨 - 儒学者。旭荘のあと、咸宜園を継ぐ。淡窓の養子。
- 広瀬林外 - 儒学者。青邨のあと、咸宜園を継ぐ。旭荘の子。
- 広瀬貞文 - 衆議院議員、官吏。咸宜園8代塾頭。青邨の子。
- 広瀬正雄 - 第10代当主。元日田市長、元衆議院議員、元郵政大臣。
- 広瀬貞雄 - 第11代当主。富士紡績社長。
- 広瀬道貞 - テレビ朝日顧問、日本民間放送連盟（民放連）会長。
- 広瀬勝貞 - 元大分県知事、元経済産業事務次官。
- 広瀬興貞 - 興銀証券常務。

## 飛騨国の広瀬氏
飛騨国吉城郡広瀬郷を発祥とし、藤原北家利仁流の末裔とされる。
戦国時代、広瀬宗域は広瀬城（田中城とも）に拠って三木氏に属すが、永禄7年（1564年）6月の第五次川中島の戦いでは武田氏に属した。天正11年（1583年）、姉小路頼綱によって宗域が殺害されると、子（または弟とも）の宗直は越前に逃れて金森長近を頼り、天正13年（1585年）には長近率いる飛騨征伐軍の先鋒を努めた（飛騨征伐）。しかし旧領が回復されないことに不満を抱いた宗直は江馬時政、鍋山左近太夫ら飛騨牢人衆とともに一揆を起こすが、長近・可重父子によって一揆は鎮圧された。その後、宗直は信濃に落ち延びたのち、井伊氏に仕えたという。